# 王保林
王保林（罗马拼音：Ong Poh Lim，1922年11月18日—2003年4月17日），馬來亞、新加坡前羽球運動員，從1940年代末到1960年代初期贏得了許多國內和國際比賽冠軍，以其敏捷和咄咄逼人的非正統球風而聞名。
王保林在1940年代和1950年代贏得了許多單打和雙打冠軍，包括新加坡羽球公開賽、馬來西亞羽球公開賽、全英羽球錦標賽、法國羽球公開賽、丹麥羽球公開賽和湯姆斯盃。 他還發明了反手輕彈發球，稱為“鱷魚發球”，這種技術在現代比賽中經常使用。王保林是羽球傳奇人物黃秉璇的主要對手。